# Віра Курико
Віра Курико (Курико-Агієнко) — українська репортерка, авторка документальних книг «Вулиця причетних. Чернігівська справа Лук'яненка», «Мазепа. Право на шаблю», «Реформа здорової людини». Пише для українських видань Reporters, «Локальна історія», низки інших українських та іноземних видань.

## Книги
- «Вулиця причетних. Чернігівська справа Лук'яненка»
- «Мазепа. Право на шаблю»
- «Реформа здорової людини»

## Нагороди і номінації
- Переможниця Конкурсу художнього репортажу ім. Майка Йогансена «Самовидець» 2019 року[4]
- Номінантка премії «Книга року BBC-2020»[5]
- Лауреатка книжкової премії «Літакцент року-2020»[6]